# WSG Tirol
Werkssportgemeinschaft Tirol of kortweg WSG Tirol is een Oostenrijkse sportclub uit de Tiroolse gemeente Wattens. De club is vooral bekend voor zijn voetbalafdeling, het is echter ook bekend met tafeltennis, judo, paardrijden, kegelen, schermen, duiken en taekwondo.

## Geschiedenis

### Ontstaan en opmars
In 1930 werd SC Wattens opgericht en speelde in de tweede klasse van de Tirolerliga. In 1953 werd de club kampioen van Tirol en promoveerde naar de Arlbergliga. Van dan af ging het beter met de club, Wattens was een subtopper in de tweede klasse. Intussen ging men door het leven als SV Wattens. In 1968 werd de club dan eindelijk kampioen en promoveerde zo naar de hoogste klasse. Het eerste seizoen moest de club tegen degradatie vechten, de volgende seizoenen eindigde Wattens in de middenmoot.
De navolgende voetballers kwamen als speler van SV Wattens uit voor een vertegenwoordigend Europees A-elftal. Tot op heden is Helmut Redl degene met de meeste interlands achter zijn naam. Hij kwam als speler van SV Wattens in totaal negen keer uit voor het Oostenrijkse nationale elftal.
| Naam            | Van        | Tot        | Totaal | Nationaal elftal |
| --------------- | ---------- | ---------- | ------ | ---------------- |
| Friedl Koncilia | 27.09.1970 | 31.10.1970 | 3      | Oostenrijk       |
| Helmut Redl     | 06.11.1968 | 31.10.1970 | 9      | Oostenrijk       |

### Fusie met Wacker Innsbruck
Op 20 juli 1971 besloot het bestuur van Wattens en dat van FC Wacker Innsbruck (de landskampioen van dat jaar) om de handen ineen te slaan en zo kwam de fusieclub SpG Swarovski Wattens-Wacker Innsbruck tot stand. De club werd meestal SSW Innsbruck (Spielgemeinschaft Swarovski Wacker Innsbruck) genoemd. In de jaren 70 was de club de sterkste van heel Oostenrijk en won vier keer de landstitel en evenveel keer de beker. Ook de Mitropacup werd twee keer binnen gehaald. In 1975 trof de club Boedapest Honvéd SE in de finale en won met 3-1 thuis en 1-2 in Boedapest. Het volgende seizoen was het Joegoslavische Velez Mostar de tegenstander en SSW won twee keer met 3-1. In 1978 werd ook een eerste succes geboekt in de Europacup I, FC Basel en Celtic FC werden opzij geschoven, maar in de kwartfinale was het Duitse Borussia Mönchengladbach te sterk.
Het volgende seizoen kwam echter de ontnuchtering, een sterk afgezwakt SSW degradeerde voor het eerst naar de tweede klasse. In 1981 promoveerde de club terug en eindigde als derde in de eindrangschikking. In 1982 en 1983 werd de bekerfinale bereikt maar de club verloor telkens met duidelijk cijfers van respectievelijk Rapid en Austria Wien. De economische status van de club werd alsmaar slechter en het profvoetbal stond op de helling. Wacker en Wattens gingen vanaf nu weer hun eigen weg, in Wattens deed men dat onder de naam WSG Wattens.

### 1983-2006 tussen de Erste Liga en Regionalliga
In 1985 degradeerde Wattens naar de Regionalliga (derde niveau) en keerde na vier seizoenen terug. Een nieuwe degradatie volgde in 1994 maar na een jaar vond de club weer aansluiting in de Erste Liga (tweede klasse). Na herstructureringen op het tweede niveau in 1998 werd WSG opnieuw naar de Regionalliga verwezen gevolgd door een onmiddellijke terugkeer in het profvoetbal. Na de degradatie in 2001 werd het volgende seizoen de vicetitel in de Regionalliga behaald, maar men promoveerde niet. Dat jaar was ook het einde van FC Tirol Innsbruck, de landskampioen. 

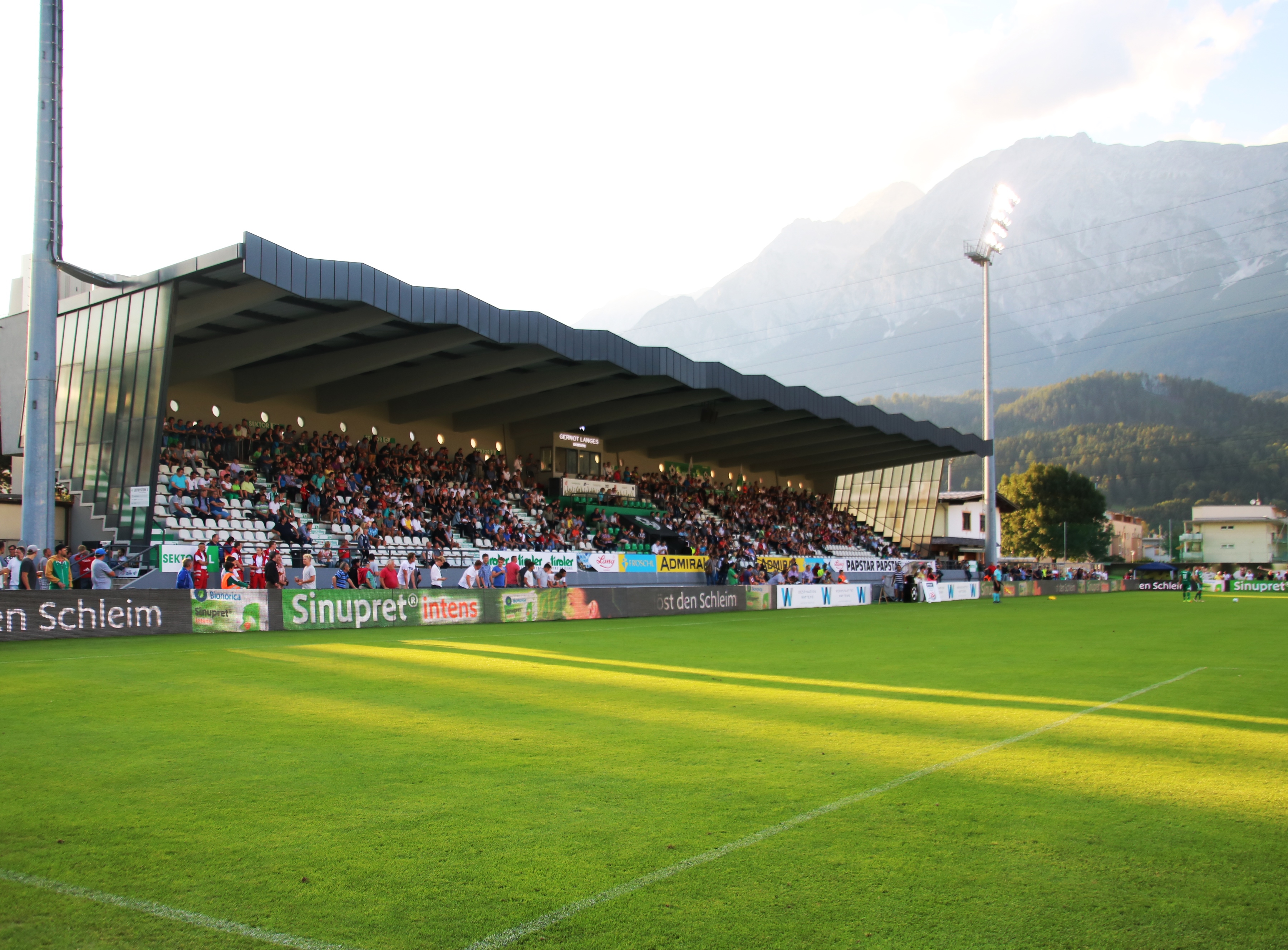
Gernot Langes Stadion

 De nieuwe club moest onder aan de ladder beginnen, maar vormde een speelverbond met WSG Wattens om in de Regionalliga te kunnen beginnen en werd kampioen. Met de promotie kwam ook een ontbinding van het verbond en terwijl FC Wacker Tirol naar de Erste Liga promoveerde werd WSG Wattens naar de Landesliga verwezen. Na de titel in 2005 keerde het terug naar de Regionalliga West.

### Terugkeer naar de Erste Liga
Na de degradatie stelde de Tiroolse vereniging een nieuwe promotie naar de Erste Liga als doel. In het seizoen 2008/2009 eindigde het net als tweede, waardoor Wattens in de Regionalliga bleef hangen. Twee seizoenen later werd de vereniging van miljonair Diana Langes-Swarovski kampioen van de Regionalliga West, maar werd in het promotieduel door de kampioen van de Regionalliga Mitte, FC Blau-Weiß Linz, na strafschoppen verslagen (3-4).
Het jaar erop werd Wattens opnieuw kampioen in westelijke afdeling, maar verloor opnieuw in het play-off-duel, dit keer met grote cijfers van SV Horn, de kampioen van de Regionalliga Ost. In de volgende seizoenen konden de Tiroler geen potten breken. In 2015 veroverde de club weer eens de titel en promoveerde dit keer wel naar de Erste Liga, omdat er vanwege de licentieverweigering van Austria Klagenfurt en SV Austria Salzburg geen play-offs hoefden te worden gespeeld.

### Grote ambities
Tijdens de zeventigste verjaardag van de club werd het voorzitterschap overgedragen aan Diana Langes-Swarovski. De steenrijke Oostenrijkse dochter van ex-voetballer Gernot Langes-Swarovski heeft de ambitie uitgesproken om op termijn naar de Bundesliga te promoveren. Aan geld is er geen gebrek bij de Tiroolse club, want het bedrijf Swarovski is de hoofdsponsor van de groen-witten. Door de sponsoring van het luxegoederenbedrijf worden de voetballers van WSG Wattens ook wel Kristallkicker genoemd. In 2019 werd de club kampioen van de 2. Liga en promoveerde zodoende naar het hoogste niveau. Tegenover ORF Tirol gaf president Langes-Swarovski aan de naam van de voetbalafdeling te wijzigen naar WSG Swarovski Tirol. Hiermee richt de club zich op de gehele deelstaat Tirol. Sportief gezien zou de club aan het einde van het seizoen 2019/20 degraderen, want het eindigde op de laatste plaats in de Bundesliga. Maar door het faillissement van SV Mattersburg mocht WSG Tirol het seizoen erop alsnog aantreden in de Bundesliga.
Het jaar erop werd vroegtijdig handhaving gerealiseerd, want na 22 speelrondes stond WSG Tirol op de zesde plaats, waarmee het mocht deelnemen aan de kampioensgroep. De gelijkmaker van SKN St. Pölten tegen TSV Hartberg (3–3) in de extra tijd zorgde ervoor dat WSG Tirol op het allerlaatste moment naar de top zes steeg. In de kampioensgroep kon de Tiroolse ploeg niet stunten en eindigde zonder Europees ticket op de zesde plaats.
Al snel tijdens het seizoen werd bekend dat hoofdsponsor Swarovski zich terug zou trekken. Dat betekende dat de sponsor ook verdwijnt uit de clubnaam, waardoor het verder zou gaan als WSG Tirol.

## Overzichtslijsten

### Eindklasseringen vanaf 1952
- 1952 2e
Regionalliga
- 1953 1e
Regionalliga
- 1954 4e
2. Liga
- 1955 2e
2. Liga
- 1956 3e
2. Liga
- 1957 6e
2. Liga
- 1958 3e
2. Liga
- 1959 6e
2. Liga
- 1960 4e
2. Liga
- 1961 5e
2. Liga
- 1962 4e
2. Liga
- 1963 2e
2. Liga
- 1964 8e
2. Liga
- 1965 3e
2. Liga
- 1966 3e
2. Liga
- 1967 3e
2. Liga
- 1968 1e
2. Liga
- 1969 12e
Bundesliga
- 1970 7e
Bundesliga
- 1971 8e
Bundesliga
- 1972 2e
Landesliga
- 1973 2e
Landesliga
- 1974 1e
Landesliga
- 1975 1e
Landesliga
- 1976 2e
Regionalliga
- 1977 1e
Regionalliga
- 1978 3e
Regionalliga
- 1979 5e
Regionalliga
- 1980 2e
Regionalliga
- 1981 3e
Regionalliga
- 1982 2e
Regionalliga
- 1983 13e
2. Liga
- 1984 11e
2. Liga
- 1985 10e
2. Liga
- 1986 2e
Regionalliga
- 1987 3e
Regionalliga
- 1988 2e
Regionalliga
- 1989 1e
Regionalliga
- 1990 7e
2. Liga
- 1991 8e
2. Liga
- 1992 5e
2. Liga
- 1993 11e
2. Liga
- 1994 15e
2. Liga
- 1995 1e
Regionalliga
- 1996 9e
2. Liga
- 1997 11e
2. Liga
- 1998 12e
2. Liga
- 1999 1e
Regionalliga
- 2000 8e
2. Liga
- 2001 10e
2. Liga
- 2002 2e
Regionalliga
- 2003 1e
Regionalliga
- 2004 4e
Landesliga
- 2005 1e
Landesliga
- 2006 4e
Regionalliga
- 2007 3e
Regionalliga
- 2008 5e
Regionalliga
- 2009 2e
Regionalliga
- 2010 2e
Regionalliga
- 2011 2e
Regionalliga
- 2012 1e
Regionalliga
- 2013 3e
Regionalliga
- 2014 2e
Regionalliga
- 2015 2e
Regionalliga
- 2016 1e
Regionalliga
- 2017 5e
2. Liga
- 2018 7e
2. Liga
- 2019 1e
2. Liga
- 2020 12e
Bundesliga
- 2021 6e
Bundesliga
- 2022 7e
Bundesliga
- 2023 9e
Bundesliga
- 2024 11e
Bundesliga
- 2025 9e
Bundesliga

- Bundesliga
- 2. Liga
- Regionalliga
- Landesliga

Tot 2018 stond de 2. Liga bekend als Erste Liga.

## Trainer-coaches
| Trainer-coaches van WSG Wattens sinds 1994 | Trainer-coaches van WSG Wattens sinds 1994 | Trainer-coaches van WSG Wattens sinds 1994 | Trainer-coaches van WSG Wattens sinds 1994 | Trainer-coaches van WSG Wattens sinds 1994 | Trainer-coaches van WSG Wattens sinds 1994 | Trainer-coaches van WSG Wattens sinds 1994 | Trainer-coaches van WSG Wattens sinds 1994 | Trainer-coaches van WSG Wattens sinds 1994 |
| Naam                                       | Geboren                                    | Aangesteld                                 | Opgestapt                                  | Wed.                                       | W                                          | G                                          | V                                          | Gem.                                       |
| ------------------------------------------ | ------------------------------------------ | ------------------------------------------ | ------------------------------------------ | ------------------------------------------ | ------------------------------------------ | ------------------------------------------ | ------------------------------------------ | ------------------------------------------ |
| Thomas Silberberger                        | 03.061973                                  | 01.07.2013                                 | heden                                      | 117                                        | 75                                         | 21                                         | 21                                         | 2,10                                       |
| Robert Wazinger                            | 23.08.1966                                 | 17.10.2012                                 | 30.06.2013                                 | 17                                         | 12                                         | 1                                          | 4                                          | 2,18                                       |
| Roland Kirchler                            | 29.09.1970                                 | 01.07.2008                                 | 16.10.2012                                 | 143                                        | 83                                         | 33                                         | 27                                         | 1,97                                       |
| Robert Auer                                | 30.10.1957                                 | 30.11.2007                                 | 30.06.2008                                 | 13                                         | 6                                          | 0                                          | 7                                          | 1,38                                       |
| Klaus Schuster                             | 11.05.1956                                 | 01.07.2007                                 | 11.11.2007                                 | 17                                         | 9                                          | 2                                          | 6                                          | 1,71                                       |
| Thomas Pfeiler                             | 05.11.1960                                 | 01.01.2006                                 | 30.06.2007                                 | 45                                         | 25                                         | 7                                          | 13                                         | 1,82                                       |
| Georg Saringer                             | 27.08.1963                                 | 01.07.2005                                 | 09.11.2005                                 | 16                                         | 8                                          | 3                                          | 5                                          | 1,69                                       |
| Michael Streiter                           | 19.01.1966                                 | 01.01.2002                                 | 30.06.2002                                 | 13                                         | 9                                          | 2                                          | 2                                          | 2,23                                       |
| Fuad Djulic                                | 31.07.1950                                 | 01.07.2001                                 | 31.12.2001                                 | 18                                         | 11                                         | 3                                          | 4                                          | 2,00                                       |
| Günther Steinlechner                       | 26.04.1959                                 | 10.05.2000                                 | 30.06.2001                                 | 41                                         | 11                                         | 10                                         | 20                                         | 1,05                                       |
| Wolfgang Schwarz                           | 12.02.1952                                 | 01.07.1997                                 | 10.05.2000                                 | 92                                         | 40                                         | 22                                         | 30                                         | 1,54                                       |
| Friedrich Peer                             | 20.11.1954                                 | 01.07.1994                                 | 30.06.1997                                 | 59                                         | 16                                         | 23                                         | 20                                         | 1,20                                       |